# يان بورتر (سياسي)
يان بورتر (بالإنجليزية: Ian Porter)‏ هو سياسي أسترالي، ولد في 15 أغسطس 1950، وتوفي في 13 أغسطس 1999.